# ペルヒタ

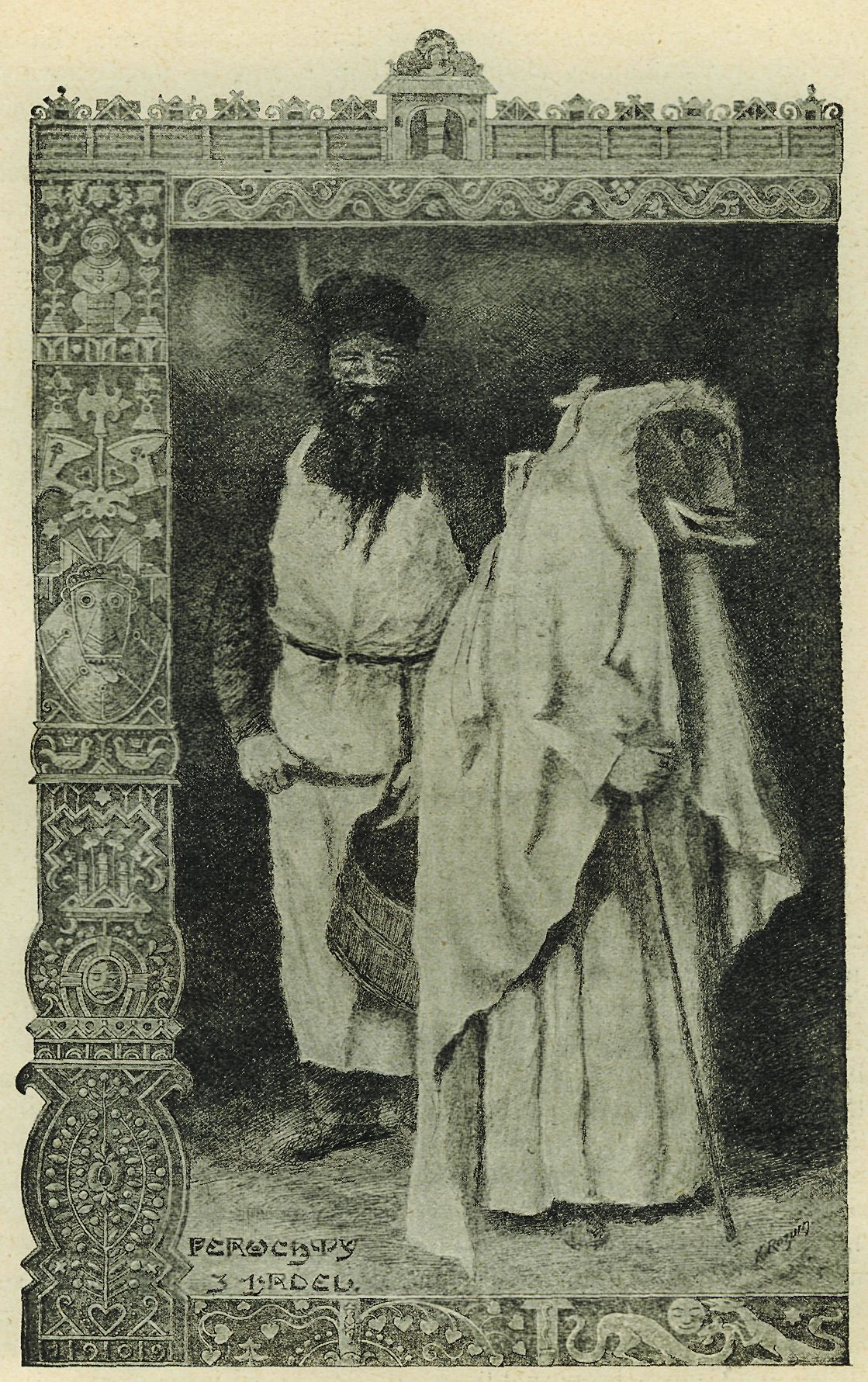
ボヘミア王国のPeruehty. 1910

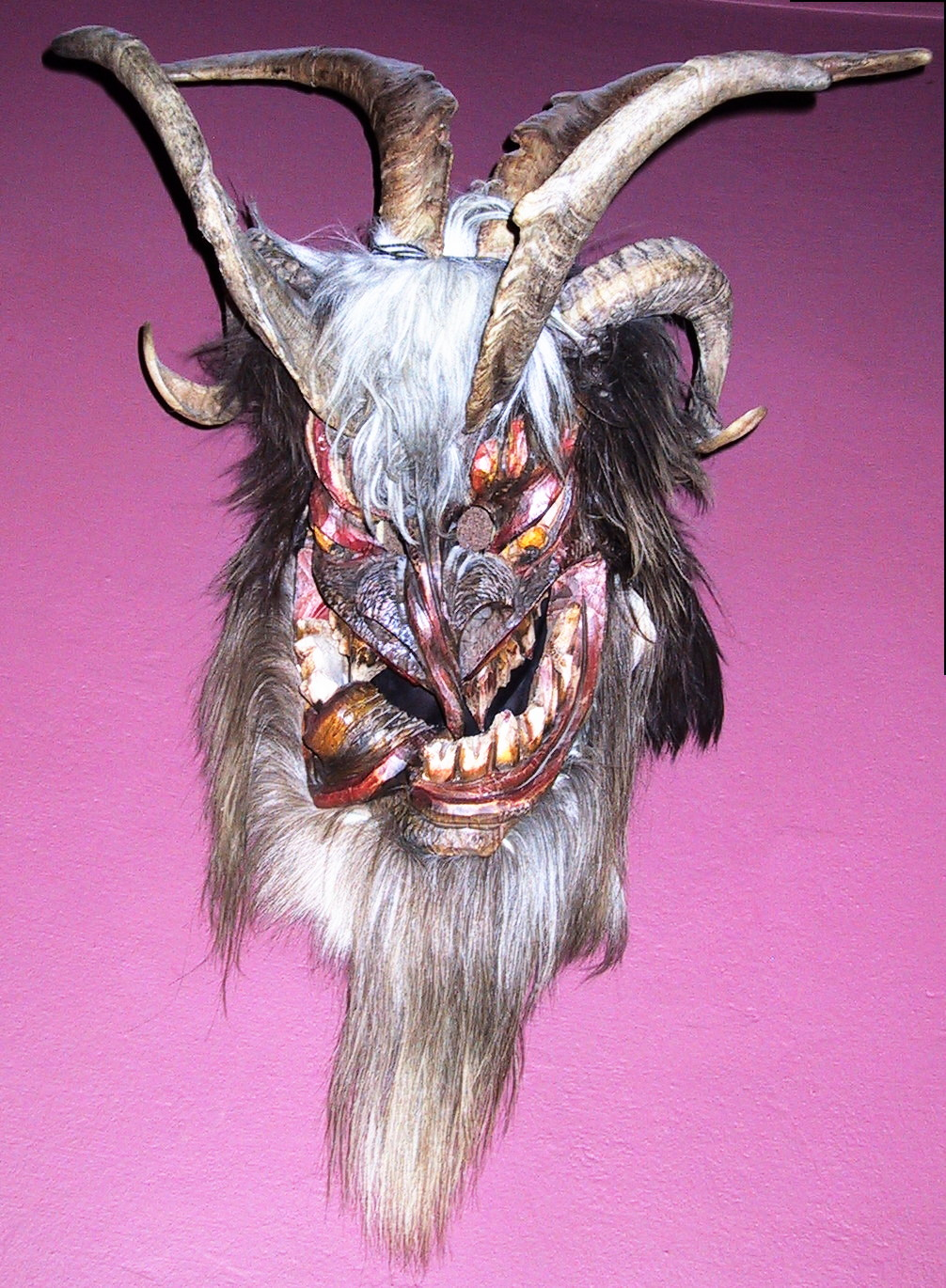
Perchtenの仮面

ペルヒタ（ドイツ語：Perchta [ˈpɛʁçtaˑ], Berchta [ˈbɛʁçtaˑ], Percht [ˈpɛʁçt]）は、オーストリアなどのアルプス地域の土着伝承（en）で登場する女神である。
その名前は「光輝ある者」（ゲルマン祖語*brehtazを由来とする古高ドイツ語: beraht, bereht）を意味する。多くの場合、ゲルマン・ペイガニズムの神に分類される。童話作家グリム兄弟のヤーコプ・グリムら民俗学者によると、女神ホルダと同等の者か南に住む従妹とされ、動物の守護者とされ、また紡績の監督者としてクリスマスの12日に現れるとされる 。

## 伝説
当初は休日の紡績作業禁止などの文化的タブーの監督者とされた。ドイツのバイエルン州とオーストリアの民間伝承では、ペルヒタは真冬に田園地帯を歩き回り、クリスマスの12日に各家を周り、よく働き良い子にしていた子供には靴やバケツの中に銀貨が見つかるようにして、悪い子には悪夢を見せ、内臓を切り開き石を詰め込み井戸に沈める。特に亜麻や羊毛の紡績の仕事ぶりを評価した。祝祭の日に食べるべきもの以外を食べた場合は、藁を詰め込むとされた。

## 植物や子供の保護者
穀物の成長を見守り、水子や夭逝した子供の魂の安息の地である泉や池などを管理する。その結果、子供の幽霊を率いるものとされている。

## 持ち物
悪い子の体を開く鉄の斧、悪い子を拘束する鉄鎖を持つ。

## 現代の伝承
良い子には気前のよい報酬を。悪い子、嘘つきには制裁を与える者とされている。
ザルツブルクでは、深夜のホーエンザルツブルク城城内をさまよっているとされている。
Perchtenと呼ばれるマスクをかぶる祝祭行事（Swabian-Alemannic Fastnacht）がある。オーストリアのポンガウでは、Schönperchten  と Schiachperchten （美しいPerchtenと醜いPerchten） の行進が行われ、美しい仮面は幸運を招き、醜い仮面は悪霊を払うとされている。